# Noraseela Mohd Khalid
Noraseela Mohd Khalid (* 27. September 1979 in George Town) ist eine ehemalige malaysische Hürdenläuferin, die sich auf die 400-Meter-Distanz spezialisiert hat.

## Sportliche Laufbahn
Erste internationale Erfahrungen sammelte Noraseela Mohd Khalid im Jahr 1999, als sie bei der Sommer-Universiade in Palma in 60,74 s über 400 m Hürden mit in der ersten Runde ausschied, wie auch im 100-Meter-Hürdenlauf mit 14,80 s. Anschließend nahm sie erstmals an den Südostasienspielen in Bandar Seri Begawan teil und siegte dort über die längere Hürdendistanz in 58,70 s. Im Jahr darauf gewann sie bei den Asienmeisterschaften in Jakarta in 59,62 s die Bronzemedaille hinter der Chinesin Song Yinglan und Yasuko Igari aus Japan und 2011 schied sie bei den Weltmeisterschaften im kanadischen Edmonton mit 59,12 s in der ersten Runde aus, ehe sie bei den Südostasienspielen in Kuala Lumpur in 58,93 s die Silbermedaille hinter der Thailänderin Wassana Winatho gewann. 2002 belegte sie bei den Asienmeisterschaften in Colombo in 59,85 s den sechsten Platz, wie auch bei den Studentenweltspielen im Jahr darauf in Daegu in 56,90 s. Anschließend wurde sie bei den Asienmeisterschaften in Manila in 57,28 s Vierte und siegte bei den Südostasienspielen in Hanoi in 57,62 s.
2005 schied sie bei den Weltmeisterschaften in Helsinki mit 57,58 s in der ersten Runde aus, ehe sie bei den Asienmeisterschaften in Incheon in 56,39 s die Silbermedaille hinter der Chinesin Huang Xiaoxiao gewann. Im Jahr darauf klassierte sie sich bei den Commonwealth Games in Melbourne in 56,89 s auf dem sechsten Platz und nahm anschließend erstmals an den Asienspielen in Doha teil und sicherte sich dort in 56,85 s die Bronzemedaille hinter der Chinesin Huang Xiaoxiao und Satomi Kubokura aus Japan. Zudem stellte sie in diesem Jahr in Regensburg mit 56,02 s einen neuen Landesrekord auf.
2009 gewann sie bei den Asienmeisterschaften in Guangzhou in 57,15 s die Silbermedaille hinter der Japanerin Kubokura und siegte anschließend bei den Südostasienspielen in Vientiane in 56,99 s über 400 m Hürden und gewann im 400-Meter-Lauf in 54,32 s die Bronzemedaille hinter der Thailänderin Treewadee Yongphan und Kay Khine Lwin aus Myanmar. Im Jahr darauf nahm sie erneut an den Asienspielen in Guangzhou teil und erreichte dort in 57,22 s Rang fünf. 2011 wurde sie bei den Asienmeisterschaften in Kōbe in 58,83 s Siebte und siegte daraufhin bei den Südostasienspielen in Palembang in 57,41 s. 2012 konnte sie sich für die Olympischen Spiele in London qualifizieren, schied dort aber mit 60,16 s im Vorlauf aus. Im Jahr darauf bestritt sie in Kuala Lumpur ihren letzten Wettkampf und beendete daraufhin ihre Karriere als Leichtathletin im Alter von 33 Jahren.
2003 wurde Mohd Khalid malaysische Meisterin im 400-Meter-Hürdenlauf.

## Persönliche Bestleistungen
- 400 Meter: 54,23 s, 10. Oktober 2009 in Kuala Lumpur
  - 400 Meter (Halle): 54,58 s 12. Februar 2006 in Leipzig (malaysischer Rekord)
- 800 Meter: 2:09,03 min, 19. Juli 2003 in Cuxhaven
  - 800 Meter (Halle): 2:12,45 min, 23. Januar 2005 in Chemnitz (malaysischer Rekord)
- 100 m Hürden: 14,28 s, 22. Mai 2001 in Darwin
- 400 m Hürden: 56,02 s, 17. Juni 2006 in Regensburg (malaysischer Rekord)